# 深田涼子
深田 涼子（ふかだ りょうこ、1981年10月3日 - ）は、日本の元AV女優。
高知県出身。血液型:A型。身長:149 cm。スリーサイズ:B84(C)・W60・H87。

## 略歴
2002年にAVデビュー。
某女優に顔が似ていたことから、名前のほか作品内容もそれにあやかったものが多い。
現在は引退している。

## 出演作品

### アダルトビデオ
2002年
- アナタノヒトミニコイシテル　（2月1日、MOODYZ）
- コスプレンジェル 天使の贈り物　（3月1日、MOODYZ）
- ズーム淫ボディ　（4月1日、MOODYZ）
- レイプ鬼の棲家　（5月1日、MOODYZ）…共演:林由美香、伊藤清美
- 神様もっとぶっかけて　（6月1日、MOODYZ）
- 深田●子激似 憧れのアイドルがこんなコトしてたら　（7月3日、タカラ映像）
- アイドル監禁調教　（9月6日、GLAY'z）
- 陵辱女教師教育実習レイプ　（11月4日、ヒビノ）

2003年
- 龍蛇の緊縛慕情 14　（2月21日、月光）
- 美少女（秘）生撮り倶楽部 VOL.3　（6月24日、月光）
- 深田涼子 BEST　（8月15日、MOODYZ）　※総集編

発売日不明
- 性服　（ACME）
- Sweet Triangle　（ドリームクリエイト）
- フカリョンにシオ吹き×2! 顔射×3!! 中出し×5!!!　（バーチャルウェーブ）

他